# Paul Fagius
Paul Fagius, de son vrai nom Paul Büchlein, né en 1504 à Rheinzabern (principauté épiscopale de Spire) et mort le 13 novembre 1549 à Cambridge, est un théologien protestant et un hébraïsant allemand. Il est à la fois auteur, traducteur, professeur et imprimeur. Tout comme son maître Wolfgang Capiton, Fagius a plus profité du savoir des écrits juifs que réfuté leurs « erreurs » reprochées par les Chrétiens. Il n'avait aucune intention de prosélytisme et faisant donc preuve d'une tolérance envers les Juifs exceptionnelle pour l'époque.

## Biographie
Paul Büchlein est le fils d'un maître d'école, Peter Büchlein. Très jeune, il se met à fréquenter l'Université de Heidelberg, où il prend goût aux études, puis aux idées de Martin Luther. En 1522, il se rend à Strasbourg pour suivre les cours de l'hébraïsant Wolfgang Capiton, qui est à l'époque l'auteur d'une des premières grammaires hébraïques et qui jouit par conséquent d'une grande réputation. Pendant ce séjour, qui dure cinq ans, Paul Büchlein gagne l'affection des réformateurs de la ville, et notamment de Martin Bucer. Toutefois, à court d'argent, il est obligé d'arrêter ses études en 1527. Il accepte alors la place de maître d'école à Isny, une petite ville de Souabe.
À Igny, il se marie avec Agnes Buchbaum, fille d'un bourgeois de la cité. En plus de l'hébreu, il consacre également une partie de son temps à l'étude de la théologie et il apprend le chaldéen. En 1536, il retourne à Strasbourg afin de terminer ses études et de devenir pasteur. Deux ans plus tard, il revient à Isny. C'est à cette époque qu'il transforme son nom en Paul Fagius, les savants changeant souvent de nom à cette époque.
À son retour, il obtient 3 000 florins d'un généreux bourgeois de la ville, Peter Buffler, afin qu'il puisse imprimer ses travaux, en particulier des ouvrages portant sur l'imprimerie hébraïque. C'est alors qu'il fait une rencontre capitale pour son activité d'hébraïsant, celle d'Élie Lévita, un grand humaniste spécialiste de l'hébreu, qui est amené à Isny pour l'aider à éditer ses œuvres et à diriger l'imprimerie hébraïque. Levita et Fagius impriment plus d'une vingtaine d'ouvrages. Intéressées par la qualité de leurs travaux, les universités de Marbourg et de Strasbourg proposent à Fagius de venir enseigner entre leurs murs. Celui-ci donne sa préférence à Strasbourg, mais promet d'abord à l'Église de Constance de succéder au prédicateur Jean Zwick pendant deux ans. Levita et Fagius se rendent donc à Constance avec leurs presses en 1542, puis l'auteur et linguiste juif choisit de retourner chez lui, à Venise. 
En 1544, Paul Fagius prend comme convenu la chaire de Capiton, laissée vacante depuis sa mort en 1541. Tout en s'adonnant à l'enseignement de l'hébreu à la Haute École, il s'occupe de la paroisse de Saint-Pierre-le-Jeune. S'il n'est plus imprimeur, il reste auteur et traducteur ; il publie le premier tome de sa traduction du Targum d'Onqelos et rédige l'ébauche d'une concordance qu'il nomme Air nativ. L'Électeur palatin Frédéric II l'invite en 1546, afin que Fagius l'aide à établir la Réforme sur son territoire en réorganisant l'Université de Heidelberg. 
Lorsque l'Intérim est proclamé dans l'Empire en 1548, Martin Bucer et Paul Fagius s'opposent à Charles Quint et demandent à la ville de Strasbourg de faire de même. Cependant le Magistrat, qui est à la recherche d'un compromis, demande finalement leur expulsion. Chassés, ils trouvent refuge pendant trois semaines chez Catherine Zell, puis ils acceptent l'invitation de l'archevêque de Canterbury Thomas Cranmer et se rendent en Angleterre au début du mois d'août 1549.
Une fois arrivés, ils s'attellent tout d'abord à une nouvelle traduction latine de la Bible. Puis, ils s'installent à Cambridge où on leur propose de devenir professeurs à l'université. Fagius obtient la chaire d'hébreu. Il n'a pas le temps d'exercer cette nouvelle charge, tombant subitement malade à la rentrée. Il décède d'une fièvre foudroyante (et peut-être d'empoisonnement,) le 12 novembre 1549. Il est alors enterré dans l'église Saint-Michel. Toutefois, ses ossements sont déterrés en 1556 et sont brûlés pour hérésie avec ceux de Bucer sous le règne de la très catholique Marie Tudor. Sa mémoire est réhabilitée en 1557.

## Œuvres principales
- Liber Thesbitis à doctissimo hebræo Elijâ Levitâ germano grammaticè elaboratus, Isny, 1541. C'est un recueil de 742 mots employés par les rabbins mais absents des dictionnaires, avec leur étymologie et leur véritable usage[3].
- Sententioe morales ordine alphabetico Ben Syroe, cum succincto commentariolo, hebraïcè et latine, Isny, 1542. Il s'agit à nouveau d'un recueil, mais cette fois-ci il comporte des sentences suivies chacune d'un commentaire, avec deux alphabets, chaldéen et hébreu. À la fin, il y a vingt-deux questions adressées par Nabuchodonosor à Ben Syroe avec les réponses de ce dernier[7].
- Liber Fidei, Sepher Aemanah, Isny, 1542. C'est une confession d'un converti juif du XIVe siècle), qui se veut une preuve de l'influence déterminante des écrits de l'Ancienne Alliance sur la religion chrétienne, traduit de l'hébreu en latin avec des commentaires[1].
- Un Commentaire sur les quatre premiers chapitres de la Genèse(Prima IV capita Geneseos hebraïcè cum Versione germanicâ è regione, hebraïcis tamen characteribus exarata, unà cum succinctis scholiis et ratione legendi hebræo-germanicâ), Constance, 1543.
- Commentarivm hebraicvm Rabbi David Kimhi, in decem primos psalmos davidicos, cvm uersione latina è regione, pro exercitamento omnibus hebraicae linguae studiosis, quibus ad legenda Hebraeorũ commentaria animus est. Per Pavlvm Fagivm / Constantiae Anno M. D. XLIIII, (PaulFagius , 1544). Edition en latin du commentaire des Psaumes fait par le rabin provençal des XIIe-XIIIe s., David Kimhi, dont l'exégèse faisait autorité aussi bien chez les juifs que chez les chrétiens malgré la forte tonalité anti catholique de ce texte.
- Traduction latine du Targum araméen d'Onqelos (ou Onkemos) sur le Pentateuque, Strasbourg, 1546.